# 西野虎之介
西野 虎之介（にしの とらのすけ、1930年5月16日 -  2022年11月29日）は、日本の経営者、銀行家。常陽銀行頭取を務めた。

## 来歴・人物
茨城県出身。1953年に東京教育大学農学部農村経済科を卒業し、同年に常陽銀行に入行した。1981年6月に取締役に就任し、1987年6月に常務、1991年6月に専務を経て、1993年6月には頭取に就任。1999年6月には会長に就任。
2011年11月に旭日中綬章を受章。
2022年11月29日、老衰のために死去。92歳没。